# Operacja Boston
Operacja Boston (ang. Mission Boston) – desant spadochronowy dokonany w nocy z 5 na 6 czerwca przez amerykańską 82 Dywizję Powietrznodesantową jako część operacji Neptune, inwazji aliantów na Normandię, która zainicjowała trzymiesięczną kampanię normandzką podczas II wojny światowej. 6420 spadochroniarzy zeskoczyło z prawie 370 transportowców Douglas C-47 na docelowy obszar o powierzchni około 26 km kw. po obu stronach rzeki Merderet na półwyspie Cotentin w północnej Francji, pięć godzin przed lądowaniem na plażach.
Zrzuty zostały rozproszone przez złą pogodę i niemiecki ogień przeciwlotniczy na obszarze trzy do czterech razy większym niż planowano. Dwie niedoświadczone jednostki 82 Dywizji: 507 i 508 Pułk Piechoty Spadochronowej otrzymały zadanie blokowania podejść na zachód od rzeki Merderet, ale większość spadochroniarzy nie trafiła nawet w okolice strefy zrzutu. Weteran Dywizji, 505 Pułk Piechoty Spadochronowej, skoczył dokładnie i uchwycił swój cel, miasto Sainte-Mère-Église, którego kontrolowanie okazało się niezbędne dla sukcesu całej operacji.

## Tło sytuacyjne
82 Dywizja Powietrznodesantowa pod dowództwem gen. Matthew Ridgway' a była doświadczoną w boju jednostką, z dwoma pułkami: 504 i 505, które brały udział w inwazji na Sycylię i Włochy. Jednak 504 nie przybył do Anglii na czas, aby przygotować się do operacji Neptune, i został zastąpiony w nadchodzącej kampanii przez świeże 507 i 508 Pułk, oba tymczasowo związane z dywizją na czas operacji (507 później przeniesiono do 17 Dywizji Powietrznodesantowej). Jednak ze względu na wcześniejsze doświadczenia bojowe przynajmniej jednego pułku, 82 Dywizja Powietrznodesantowa została przydzielona do bardziej ryzykownych misji w centrum Cotentin niż debiutująca w całości 101 Dywizja Powietrznodesantowa. Ostatni pułk 82-ej, 325 Pułk Piechoty Szybowcowej, miał przylecieć na pokładzie szybowców 7 czerwca.
Celem 82 Dywizji Powietrznodesantowej było zdobycie miasta Sainte-Mère-Église, kluczowego węzła komunikacyjnego za plażą Utah oraz zablokowanie niemieckim posiłkom dostępu do tego obszaru od zachodu i południowego zachodu. Spadochroniarze mieli przejąć groble oraz mosty nad Merderet w La Fière i Chef-du-Pont, zniszczyć most drogowy nad rzeką Douve w Pont L'Abbé (obecnie Étienville) i zabezpieczyć obszar na zachód od Sainte-Mère-Église, aby ustanowić linię obronną pomiędzy Gourbesville i Renouf.
W dalszym etapie operacji oddziały 82 Dywizji Powietrznodesantowej miały zakłócać niemiecką komunikację, ustawiać blokady na drogach, aby utrudniać ruch niemieckich posiłków, utworzyć linię obronną pomiędzy Neuville i Baudienville na północy i oczyścić obszar stref zrzutu do granicy obszarów odpowiedzialności jednostek w Les Forges, gdzie spadochroniarze mieli połączyć się ze 101 Dywizją Powietrznodesantową pod dowództwem gen. Maxwella D. Taylora.
Aby wykonać swoje zadania, 82 Dywizja Powietrznodesantowa podzieliła się na trzy części:
- Force A (desant spadochronowy): trzy pułki piechoty spadochronowej i oddziały wsparcia, dowodzone przez zastępcę dowódcy dywizji, gen. Jamesa M. Gavina;
- Force B (desant szybowcowy): pułk piechoty szybowcowej, bataliony artyleryjskie i elementy wsparcia powietrznego dowodzone przez dowódcę dywizji, gen. Matthew B. Ridgwaya;
- Force C (desant morski): pozostałe elementy bojowe, oddziały wsparcia dywizji i dołączone jednostki, w tym czołgi, wyładowane na plaży Utah, dowodzone przez gen. George' a P. Howella.

## Opis misji

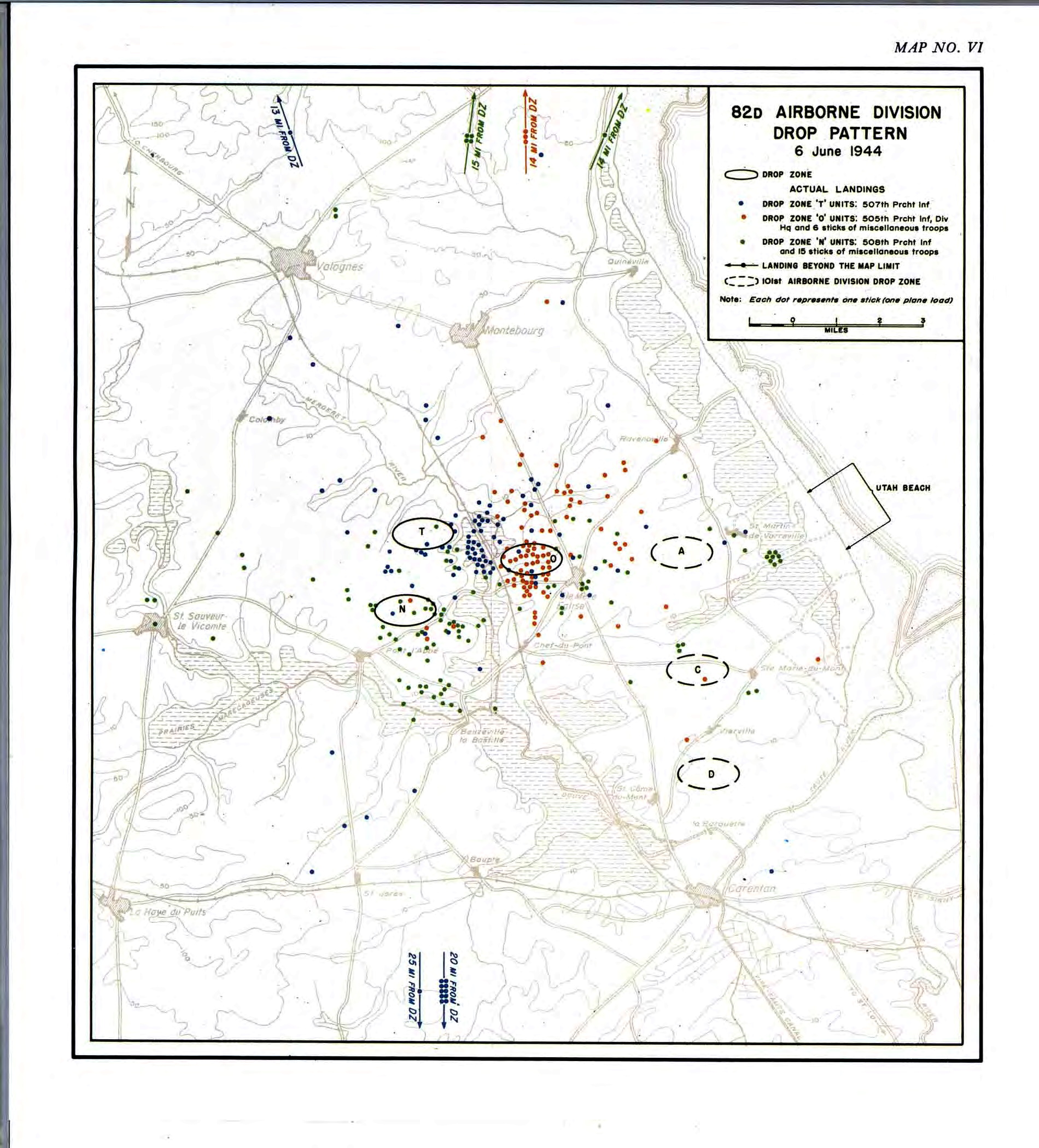
Schemat zrzutów 82 Dywizji Powietrznodesantowej, 6 czerwca 1944 r.

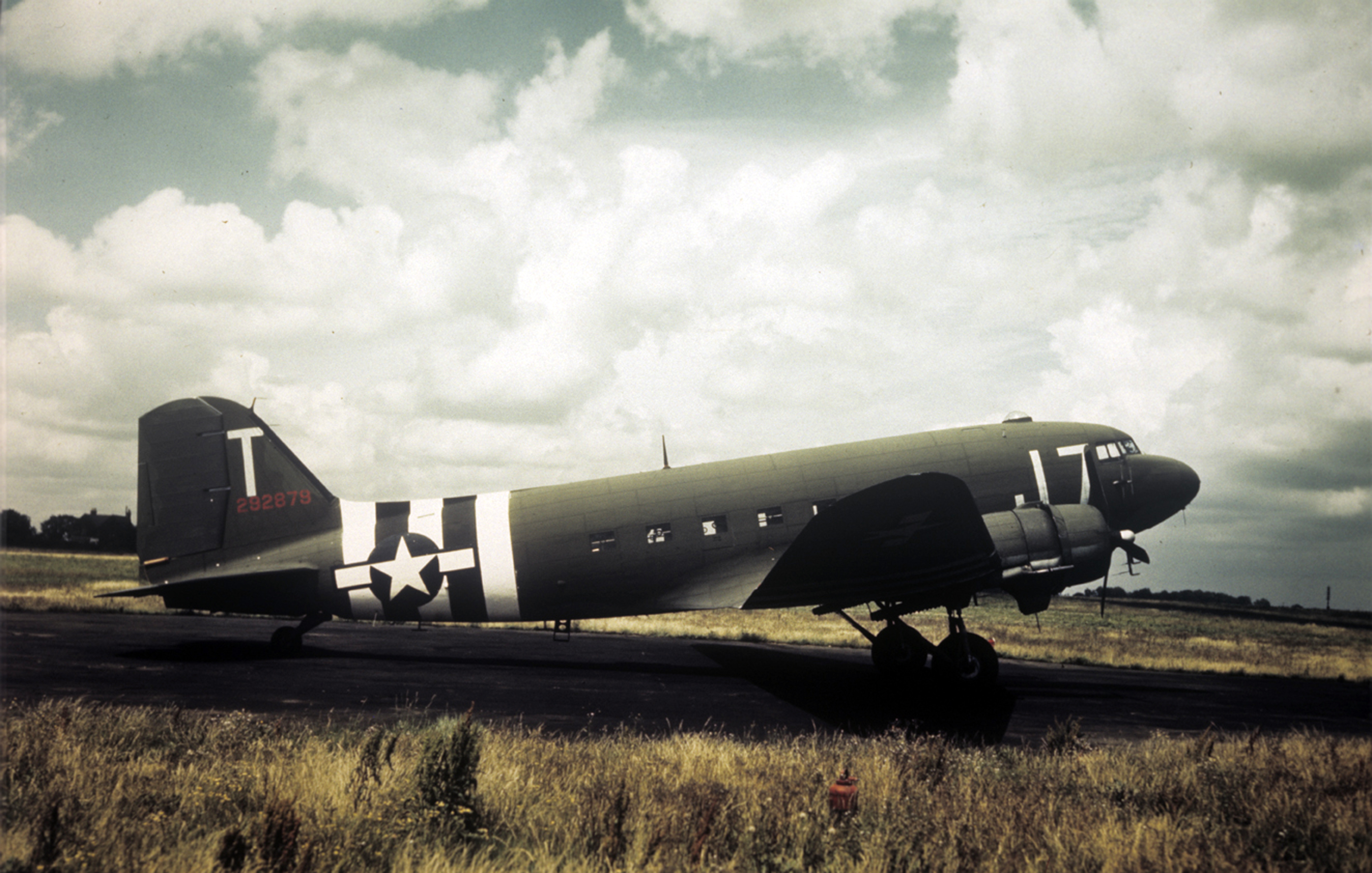
Douglas C-47 z 442 Grupy Transportu Lotniczego z pasami inwazyjnymi, który przetransportował do Normandii żołnierzy z 1. batalionu 507 Pułku Piechoty Spadochronowej w dniu inwazji

Boston był drugim z dwóch operacji desantu spadochronowego, z operacją Albany w wykonaniu 101 Dywizji Powietrznodesantowej, poprzedzającą ją o godzinę. Strefy zrzutu T i N znajdowały się na zachód od rzeki Merderet, a strefa zrzutu O mieściła się na wschód od niej, na północny zachód od Sainte-Mère-Église.
Każdy z pułków piechoty spadochronowej był transportowany przez trzy lub cztery rzuty (formacje zawierające 36, 45 lub 54 samolotów C-47), w sumie dziesięć rzutów i 432 samoloty. Maszyny ponumerowane indywidualnie w rzutach „liczbami kredowymi” (dosłownie narysowanymi kredą na kadłubach, aby pomóc spadochroniarzom we wsiadaniu do właściwego samolotu), zorganizowano w szyk po wystartowaniu według ścisłego wzorca zwanego „potrójne V” (trzy samoloty ułożone na kształt litery V, poprzez połączenie formacji składały się w większe V złożone z dziewięciu maszyn). Rzuty zostały zaplanowane w odstępach 6-minutowych. Spadochroniarze byli zorganizowani w „ładunki”, każdy samolot zabierał 15–18 ludzi z pełnym, indywidualnym wyposażeniem.
Zasadnicze skoki bojowe zostały poprzedzone w każdej strefie zrzutu przez trzy zespoły przecieraczy szlaków (and. pathfinders), które przybyły trzydzieści minut przed głównym desantem w celu zainstalowania pomocy nawigacyjnych, w tym radiolatarni „Eureka” i świateł obrysowych, aby pomóc C-47 w zlokalizowaniu swoich stref zrzutu w ciemnościach.
Aby osiągnąć efekt zaskoczenia, samoloty miały zbliżyć się do Normandii na małej wysokości od zachodu. Pierwszy rzut wystartował 5 czerwca o godz. 22:30, utworzył szyk i poleciał na południowy zachód nad kanałem La Manche na wysokości 150 metrów, pozostając poniżej zasięgu niemieckich radarów. Po znalezieniu się nad wodą, całe zewnętrzne oświetlenie samolotów, z wyjątkiem świateł formacyjnych, zostało wyłączone. Korzystając z łodzi nawigacyjnej o nazwie kodowej „Hoboken” i sygnały z radiolatarni „Eureka”, piloci skręcili w lewo na południowy wschód i polecieli między dwoma Wyspami Normandzkimi: Guernsey i Alderney aż do pierwszego punktu na wybrzeżu Francji w Les Pieux, o kryptonimie „Peoria”.
Na półwyspie Cotentin wiele czynników pogodowych negatywnie wpłynęło na dokładność zrzutów, w tym solidny brzeg chmur w całej zachodniej części półwyspu o szerokości 35 km na wysokości penetracji (ok. 450 m) i nieprzezroczysta mgła gruntowa nad wieloma strefami zrzutu. Warunki pogodowe rozproszyły wiele formacji, a intensywny niemiecki ogień przeciwlotniczy uczynił jeszcze więcej zamieszania. Jednak głównym czynnikiem ograniczającym sukces jednostek spadochronowych, który spotęgował wszystkie powyżej przytoczone, była decyzja o zrzucie spadochroniarzy w nocy.

## Desant

### Zgubione strefy zrzutu
Zrzut 82 Dywizji Powietrznodesantowej rozpoczął się o godz. 1:51. 505 Pułk Piechoty Spadochronowej, wyznaczony do skoku w Strefie Zrzutu O, miał przybyć na miejsce dziesięć minut po ostatnim rzucie 101 Dywizji Powietrznodesantowej. C-47 z żołnierzami 505 Pułku nie przeżyły takich trudności, jakie nękały zrzuty 101 Dywizji Powietrznodesantowej. Przecieracze szlaków w Stefie Zrzutu O włączyli radiolatarnie „Eureka”, gdy pierwszy rzut 82 Dywizji Powietrznodesantowej przekroczył punkt początkowy i zapalili znaczniki holofanowe na obszarach skoku wszystkich trzech batalionów. 2. batalion, który skakał jako pierwszy, był dokładny, ale skoczył z wyższej niż zaplanowano wysokości. C-47 z 3. i 1. batalionem zeszły z kursu, ale dostosowały się w czasie do skoku. Większość maszyn była w stanie latać w szyku ponad chmurami i żaden nie spotkał się z poważnym ogniem przeciwlotniczym. W rezultacie weterani z 505 Pułku cieszyli się najdokładniejszym zrzutem w D-Day, połową pułku desantowaną dokładnie w strefie lądowania lub w odległości 1 km od niej, a 75% Pułku w odległości 3 km.
Pozostałe pułki były znacznie bardziej rozproszone. Zestrzelono 8 samolotów, kilka z wciąż wyskakującymi spadochroniarzami. 508 Pułk Piechoty Spadochronowej doświadczył najgorszego zrzutu spośród wszystkich pułków obu dywizji. Dowódca jego z plutonów, por. Robert P. Mathias, został uderzony przez podmuch ognia w trafionym samolocie, a mimo to zdołał wyprowadzić swój zespół na zewnątrz.
Rzuty z 508 Pułkiem nie widziały nic poza chmurami i przelatywały przez nie, a pilocie C-47 podejmowali wymijające manewry, aby uniknąć kolizji. Kilka minut później wpadli pod ostry ogień przeciwlotniczy. Piloci potrzebujący pomocy odnajdywania ścieżek odkryli, że zestawy w pobliżu Strefy Zrzutu N były nieskuteczne lub nie zostały włączone. Liderzy lotów dokładnie nawigowali do strefy zrzutu, ale większość samolotów była już poza formacją. 25% żołnierzy 508 Pułku Piechoty Spadochronowej wylądowało w odległości 1,5 km od strefy zrzutu, a kolejna ćwierć składu w odległości 3,2 km. Połowa pułku była jednak niedostępna dla wykonywania przydzielonych zadań, ponieważ spadła na wschód od Merderet, a połowa z nich wylądowała w odległości większej niż 16 km od strefy zrzutu lub zginęła.
Por. Malcolm D. Brannen, oficer sztabowy 3. batalionu 508 Pułku wylądował pomiędzy Picauville i Étienville, na południe od strefy lądowania. O świcie, tuż po zauważaniu desantu posiłków przez szybowce w ramach operacji Chicago, Brannen i grupa spadochroniarzy, których zgromadził, ostrzelali wojskowy samochód jadący z dużą prędkością do Picauville. Amerykanie zabili wtedy gen. Wilhelma Falleya, dowódcę niemieckiej 91 Dywizji Piechoty.
Radiolatarnie 507 Pułku Piechoty Spadochronowej zostały rozmieszczone dokładnie w Strefie Zrzutu T, ale ze względu na Niemców w pobliżu nie można było włączyć świateł obrysowych. Wielu pilotów C-47 zawahało się i tylko 3 grupy spadochroniarzy wskoczyły dokładnie nad strefą zrzutu. Od 30 do 50 grup (450–750 żołnierzy) wylądowało w pobliżu w trawiastym bagnie wzdłuż rzeki. Szacunkowa liczba ofiar utonięcia waha się od „kilku” do „wielu” (całkowita liczba strat 82 Dywizji Powietrznodesantowej w D-Day to 156 zabitych w akcji). Wiele sprzętu zostało utracone, a żołnierze mieli trudności z odnalezieniem swoich oddziałów.
Prawie 30 grup 507 Pułku Piechoty Spadochronowej wylądowało na obszarze odpowiedzialności 101 Dywizji Powietrznodesantowej i tymczasowo związało się z jej żołnierzami. Kompania dowodzenia 1. batalionu, transportowana przez ostatni rzut tej nocy, została zrzucona 8 km za Carentan w Montmartin-en-Graignes. Zebrali oni innych maruderów i odpierali ataki 17 Dywizji Pancernej SS przez pięć dni, zanim 150 spadochroniarzom udało się dotrzeć do Carentan w małych grupkach.

### Sainte-Mère-Église
Terminowe zebranie oddziałów na ziemi umożliwiło 505 Pułkowi Piechoty Spadochronowej wykonanie dwóch misji zgodnie z harmonogramem. Trzeci batalion zajął Sainte-Mère-Église o 4:30 po krótkiej walce. Ustanowiono blokady na drogach i zajęto pozycje obronne przed oczekiwanymi kontratakami. 2. batalion zajął pozycję blokującą na północnych podejściach do miasteczka siłą jednego plutonu (3. pluton, kompania D), podczas gdy reszta jednostki wzmocniła 3. batalion, gdy ten został zaatakowany z południa przez niemiecką piechotę i czołgi przed południem. Pluton zatrzymał dwie kompanie 1058 Pułku Grenadierów w Neuville-au-Plain na osiem godzin, pozwalając żołnierzom w Sainte-Mère-Église odpierać zagrożenie z południa.
3. batalion 505 Pułku mógł zostać uznany za zabezpieczenie Sainte-Mère-Église, ale był teraz tylko wsparcie dla kompanii F 2. batalionu, który wylądował w centrum miasta. Szer. John Steele, żołnierz, którego spadochron zaczepił się na wieży kościelnej świątyni parafialnej w Sainte-Mère-Église, służył właśnie w kompanii F. Warto zauważyć, że niektóre samoloty startujące z lotniska RAF Cottesmore używane do desantu w Normandii występowały w specjalnej wersji C-53 „Skytroopers”. Standardowy C-47 został wyposażony w pojedynczą linię statyczną i jedne drzwi wyjściowe dla 18 spadochroniarzy. Natomiast C-53 wyposażono w dwie linie statyczne i dwoje drzwi wyjściowych dla 18 spadochroniarzy ułożonych w dwie 9-osobowe grupy. Niektóre doniesienia wskazują na gęstą koncentrację spadochroniarzy w centrum Sainte-Mère-Église, co mogło być spowodowane użyciem tych samolotów, bo dwie 9-osobowe grupy wyjdą szybciej i wylądują bliżej siebie niż pojedyncze grupy z wielu różnych C-47.

### Wzdłuż Merderet
Według części historyków 1. batalion 505 Pułku Piechoty Spadochronowej nie osiągnął celu zdobycia mostów nad Merderet w Manoir de la Fière i Chef-du-Pont. Wydarzenie to jest kwestionowane zarówno przez dowódców kompanii, jak i pułku. Krytyczna wersja wydarzeń stwierdza, że kompania A nie była w stanie przekroczyć mostu w pobliżu La Fière, farmy położonej 3 km na zachód od Sainte-Mère-Église, pomimo pomocy kilkuset żołnierzy z 507 i 508 Pułków, którzy wylądowali na tym obszarze. Po kilku próbach prób przejścia nad groblą, a później oskrzydlenia obrony nieprzyjaciela, wszelkie próby natarcia zawiodły, gen. Gavin zaczął dowodzić wojskami gdzie indziej i towarzyszył jednej grupie, aby przejąć z nią most w Chef-du-Pont.

Dowódca kompanii A, kpt. John Dolan, cieszący się pseudonimem „Czerwony Pies”, kategorycznie zaprzeczył temu poglądowi, twierdząc, że kompania A przejęła most. Zareagował tak w odpowiedzi na kwestionariusz przesłany przez słynnego pisarza wojennego Corneliusa Ryana. Dolan przedstawia szczegółową odpowiedź, którą Gavin przekazał autorowi jako dokładny raport sytuacyjny. Dolan stwierdza: 

Najbardziej rażąca niedokładność dotyczy utraty mostu. Dla przypomnienia, ten most był utrzymywany przez kompanię A od chwili jego zdobycia w D-Day, aż do czasu, gdy nas zluzowano

Płk Roy E. Lindquist, dowódca 508 Pułku Piechoty Spadochronowej, objął dowództwo nad oddziałami w Manoir de la Fière i poprowadził atak w południe, który zniszczył niemiecką obronę oraz zaowocował połączeniem z odizolowaną grupą na zachodnim brzegu. Z powodu nieporozumień i złych założeń przyczółek nie został jednak skonsolidowany, a godzinę później zniszczył go niemiecki kontratak. Ponowna próba zajęcia przyczółka w wykonaniu kompanii B 508 Pułku przeszła przez most, ale została rozbita, a ocaleni zmuszeni do przepłynięcia rzeki z powrotem wpław.
Lindquist wprowadził na ten obszar cały 1. batalion 505 Pułku, aby bronić się przed dalszymi kontratakami. Wspierany intensywnym ostrzałem artyleryjskim i moździerzowym 1057 Pułk Grenadierów i 100 Batalion Czołgów Zastępczych (niem. 100. Panzer Ersatz und Ausbildungs Abteilung), jednostka szkoleniowa ze zdobycznymi francuskimi czołgami i przestarzałymi niemieckimi maszynami, takimi jak czołgi Panzer III), uderzyły na pozycje 1. batalionu późnym popołudniem 6 czerwca, zanim zostały zatrzymane przez bazooki i działo przeciwpancerne 57 mm, którzy zniszczyły kilka czołgów na grobli La Fière. Gen. Gavin wrócił później z Chef-du-Pont i wycofał wszystkie siły oprócz jednego plutonu, aby wzmocnić obronę w Manoir de la Fière.
Żaden z celów 82 Dywizji Powietrznodesantowej polegających na oczyszczeniu obszarów na zachód od Merderet i zniszczeniu mostów nad Douve nie został osiągnięty w dniu inwazji. Jednak jeden zaimprowizowany batalion 508 Pułku Piechoty Spadochronowej zdobył trzy wzgórza w pobliżu Merderet i powstrzymał niemieckie kontrataki na Chef-du-Pont na trzy dni, skutecznie wypełniając swoje zadanie. Dwa oddziały wielkości kompanii z 507 Pułku utrzymywały się za niemieckim centrum oporu w Amfreville, do czasu ich zluzowania w wyniku zajęcia grobli przez wojska alianckie 9 czerwca.

## Tabela lotów – operacja Boston
| Rzut | Desantowane jednostki                                    | Jednostka transportowa          | Liczba użytych C-47 | Baza lotnicza      | Strefa zrzutu | Czas zrzutu |
| 4.   | pathfinders                                              | 1. oddział pathfinders          | 3                   | RAF North Witham   | O             | 1:21        |
| 5.   | pathfinders                                              | 1. oddział pathfinders          | 3                   | RAF North Witham   | N             | 1:38        |
| 17.  | 2. bat. 505 Pułku                                        | 316 Grupa Transportu Lotniczego | 36                  | RAF Cottesmore     | O             | 1:51        |
| 18.  | 3. bat. 505 Pułku 456 bat. art. pol.                     | 316 Grupa Transportu Lotniczego | 36                  | RAF Cottesmore     | O             | 1:57        |
| 6.   | pathfinders                                              | 1. oddział pathfinders          | 3                   | RAF North Witham   | T             | 2:02        |
| 19.  | 1. bat. 505 Pułku kwatera gł. 505 Pułku kwatera gł. dyw. | 315 Grupa Transportu Lotniczego | 48                  | RAF Spanhoe        | O             | 2:03        |
| 20.  | 2. bat. 508 Pułku                                        | 314 Grupa Transportu Lotniczego | 36                  | RAF Saltby         | N             | 2:08        |
| 21.  | kwatera gł. 508 Pułku kom. B 307 bat. inż.               | 314 Grupa Transportu Lotniczego | 24                  | RAF Saltby         | N             | 2:14        |
| 22.  | 1. bat. 508 Pułku                                        | 313 Grupa Transportu Lotniczego | 36                  | RAF Folkingham     | N             | 2:20        |
| 23.  | 3. bat. 508 Pułku                                        | 313 Grupa Transportu Lotniczego | 36                  | RAF Folkingham     | N             | 2:26        |
| 24.  | 2. bat. 507 Pułku                                        | 61 Grupa Transportu Lotniczego  | 36                  | RAF Barkston Heath | T             | 2:32        |
| 25.  | 3. bat. 507 Pułku                                        | 61 Grupa Transportu Lotniczego  | 36                  | RAF Barkston Heath | T             | 2:38        |
| 26.  | 1. bat. 507 Pułku                                        | 442 Grupa Transportu Lotniczego | 45                  | RAF Fulbeck        | T             | 2:44        |